# Luigi Castelletti
Luigi Castelletti (Verona, 6 luglio 1948) è un ex ciclista su strada italiano, professionista dal 1970 al 1977.

## Carriera
Nato nel 1948 a Verona, è fratello di Giovanni Castelletti, anche lui ciclista, professionista nel solo 1963 con la San Pellegrino-Firte.
Da dilettante ha vinto la Coppa Città di San Daniele nel 1968 con la S.C. Padovani e il Piccolo Giro di Lombardia l'anno successivo con il G.S. I.A.G. Gazoldo. Nel 1969 si è laureato anche campione italiano Dilettanti in linea.
Nel 1970, a 22 anni, è passato professionista, con la Molteni, prendendo parte nella stagione d'esordio al Giro d'Italia, chiudendo 93º. Rimasto con la stessa squadra anche l'anno successivo, deve terminare il suo secondo Giro d'Italia alla quinta tappa, dopo essere andato fuori tempo massimo. Sempre nel 1971 ha ottenuto i suoi primi piazzamenti tra i primi 10 al Giro delle Marche (ottavo), G.P. Città di Camaiore (ottavo), Giro dell'Umbria (nono), Giro del Lazio (quarto) e alla Coppa Sabatini (10º).
Passato alla Salvarani nel 1972, vi rimarrà soltanto un anno prima della chiusura della squadra, esordendo al Tour de France, arrivando 85º, con un secondo posto nella sesta tappa, da Bordeaux a Bayonne, dietro all'olandese Leo Duyndam, il suo miglior piazzamento in una tappa di un grande Giro. Chiuderà inoltre ottavo alla Tre Valli Varesine, quinto al Trofeo Matteotti e di nuovo in top 10 alla Coppa Sabatini (sesto).
Nel 1973 si è trasferito alla neonata Bianchi, prendendo parte nella prima stagione alla sua prima Milano-Sanremo, terminando 114º, e arrivando quarto al Giro dell'Umbria e nono alla Coppa Agostoni. L'anno successivo, oltre al ritiro al Giro d'Italia e alla partecipazione ad un'altra Milano-Sanremo (26º), si è piazzato secondo al Giro del Friuli, suo miglior piazzamento in una corsa di un giorno, in una carriera che chiuderà senza vittorie da professionista. Nel 1975 è stato di scena per la prima volta ad entrambi i due più importanti giri, chiudendo 66º al Giro d'Italia e 81º al Tour de France. Nelle ultime stagioni in carriera ha terminato ottavo al Gran Premio di Castrocaro Terme 1977 e ha preso parte ad altri due Giri d'Italia (83º nel 1976 e 117º nel 1977), oltre al Tour de France 1977, dove è andato fuori tempo massimo alla 17ª tappa, dopo due piazzamenti di tappa tra i primi 10, tra i quali il terzo posto nella quarta frazione, da Vitoria a Seignosse-le-Penon, vinta da Régis Delépine.
Ha chiuso la carriera nel 1977, a 29 anni, stabilendosi in seguito in Romagna, lavorando in banca.

## Palmarès
- 1968 (dilettanti)

Coppa Città di San Daniele
- 1969 (dilettanti)

Piccolo Giro di Lombardia
Campionati italiani, Prova in linea Dilettanti

## Piazzamenti

### Grandi Giri
- Giro d'Italia

1970: 93º
1971: fuori tempo massimo (5ª tappa)
1974: ritirato (22ª tappa)
1975: 66º
1976: 83º
1977: 117º
- Tour de France

1972: 85º
1975: 81º
1977: fuori tempo massimo (17ª tappa)

### Classiche monumento
- Milano-Sanremo

1973: 114º
1974: 26º